# Saint-Martin-sur-Nohain
Saint-Martin-sur-Nohain település Franciaországban, Nièvre megyében. Lakosainak száma 377 fő (2022. január 1.). Saint-Martin-sur-Nohain Saint-Père, Suilly-la-Tour, Saint-Laurent-l’Abbaye, Saint-Quentin-sur-Nohain, Saint-Andelain, Cosne-Cours-sur-Loire, Donzy, Pougny és Tracy-sur-Loire községekkel határos.

## Népesség
A település népessége az elmúlt években az alábbi módon változott:
| Lakosok száma | 385  | 376  | 391  | 371  | 373  | 376  | 378  | 376  | 377  |
|               | 2013 | 2015 | 2016 | 2017 | 2018 | 2019 | 2020 | 2021 | 2022 |